# آنتونی پتیس
آنتونی پتیس (انگلیسی: Anthony Pettis؛ زادهٔ ۲۷ ژانویهٔ ۱۹۸۷) ورزشکار هنرهای رزمی ترکیبی و تکواندوکار اهل ایالات متحده آمریکا است. وی از سال ۲۰۰۷ میلادی تاکنون مشغول فعالیت بوده‌است.
پتیس پیش از این در بخش‌های سبک وزن، میان وزن و پر وزن مسابقات قهرمانی مبارزه نهایی (سازمان یواف‌سی) و لیگ مبارزان حرفه‌ای (پی‌اف‌ال) مبارزه می‌کرد. او قهرمان سابق سبک وزن یواف‌سی است. پتیس همچنین قبل از ادغام این مسابقات در یواف‌سی، آخرین قهرمان سبک وزن دبلیوای‌سی بود.